# Educandato Uccellis
L'educandato statale "Collegio Uccellis" sorge nel centro storico della città di Udine, in Friuli-Venezia Giulia.
La fondazione del monastero udinese di Santa Chiara e quella della commissaria Uccellis sono dovute al mecenatismo di due personaggi appartenenti alla grande e articolata famiglia degli Uccellis: prima ad Enrico, detto Uccellutto, quindi a distanza a Lodovico.

## Il monastero dalle origini alla fine del Medioevo
La prima fondamentale tappa relativa alla coagulazione di nuclei di clarisse nel territorio patriarcale friulano si collega alla storia delle penetrazioni e del prestigio conseguito dai francescani nella regione durante il secolo XIII.
In questa epoca i movimenti religiosi femminili si inseriscono negli ordini mendicanti, che agiscono e convincono con l'esempio e con la parola sulla validità delle loro scelte spirituali e politiche, dato anche l'orientamento decisamente di parte guelfa del monachesimo dei mendicanti, che va sostituendo quello benedettino.
In una società feudale androcratica, quale si presenta quella del Friuli del XIII secolo, è facile immaginare come la fondazione di un monastero femminile necessiti del sostegno economico e politico di un personaggio maschile benestante e opportunamente pervaso nell'ambiente dove egli opera. Per questo motivo non stupisce il fatto che, quanto già accaduto a Gemona ad opera di Giacomo Basadonna, altrettanto avvenga a Udine per merito di Enrico Uccellutto, che almeno dal 1278 è in contatto con i francescani anche per questioni economiche. Ma è soprattutto il fatto che nel 1294 alcuni frati dell'ordine sono testimoni alla donazione a Uccellutto da parte del patriarca Raimondo della Torre, la quale permette l'ampliamento di una cella già esistente in città.
Uno schizzo della seconda metà del Seicento colloca l'appezzamento donato dal patriarca Raimondo lungo la roggia di via Gemona. La cella originaria si sarebbe quindi ingrandita sulla base di un fondo ivi situato.
Almeno due motivi possono aver incoraggiato i fondatori nella scelta del luogo: la dislocazione dello stesso in posizione periferica, ma non esterna rispetto alle mura, protetta e chiaramente delineata in parte a occidente dal corso d'acqua e dal fossato delle mura a levante.
Se la fondazione del monastero è stata possibile al tempo del patriarca Raimondo della Torre, già con il successore Ottobono si oppongono difficoltà e si tenta di revocare la concessione del predecessore. Fu necessario l'appoggio del legato apostolico cardinale Orsini per confermare la donazione torriana. Va tuttavia sottolineato che il 1º febbraio 1307 proprio Ottobono consacrò solennemente la chiesa appena eretta.

## L'educandato nel XXI secolo
Nell'antico edificio oggi trovano sede le scuole statali elementari e medie e il liceo, articolato su tre diversi indirizzi: il liceo delle scienze umane ed il liceo classico europeo. Dall'anno scolastico 2010/2011, con l'avvio della riforma dei corsi liceali, è stato avviato anche il liceo coreutico. Dall'a.s. 2018/2019 è stata introdotta la novità del Liceo Scientifico Internazionale, la cui offerta formativa prevede lo studio della lingua cinese.